# Langue homérique
 (juillet 2024).
On appelle langue ou dialecte homérique la langue employée dans l’Iliade et l’Odyssée d’Homère, ainsi que dans les hymnes appelés hymnes homériques.
Cette langue épique, déjà archaïque au VIIIe siècle av. J.-C., est fondée essentiellement sur les dialectes ionien et éolien. Elle alterne formes archaïques et classiques. Déjà sous l’Antiquité, ces particularités étaient expliquées par les nécessités de la métrique grecque. Les scholiastes et les grammairiens, comme Eustathe de Thessalonique, parlent ainsi de la « contrainte du mètre » (ἀνάγκη τοῦ μέτρου), en l’espèce l’hexamètre dactylique.
Les Modernes ont repris cette analyse, montrant que cette contrainte préside à la préservation de formes archaïques, l’introduction de nouvelles ou même la création de formes artificielles. Pour Milman Parry, l’existence d’un tel langage, artificiel et adapté aux besoins spécifiques du poète, prouve que ce langage est traditionnel et employé par tous les aèdes de l’époque homérique. Ce postulat a formé la base de sa thèse de l’oralité et de ses explications sur l’épithète homérique.

## Phonétique

### Voyelles
De manière générale, l’alpha long (ᾱ) de l’ionien-attique (grec classique) est remplacé en ionien par un êta (η). Ainsi, ἡμέρα / hêméra (le jour) devient ἡμέρη / hêmérê, Ἣρα / Hèra (la déesse Héra) devient Ἣρη / Hếrê. Les ᾱ conservés s’expliquent par un allongement compensatoire, un éolisme (par exemple θεά / theá, « déesse ») ou encore un allongement du alpha bref (ᾰ) pour les besoins de la métrique. Cet allongement métrique se retrouve également dans le passage de ε à ει ou de ο à ου.
Homère emploie souvent, par archaïsme, des formes non contractes. Ainsi, on retrouve la forme ἄλγεα / álgea (les douleurs) au lieu de ἄλγη / álgê ou encore χάζεο / khádzeo (écarte-toi) au lieu de χάζου / khádzou. Certaines formes contractées sont irrégulières. De même, les finales ne subissent pas de métathèse (permutation) de quantité : βασιλῆος / basilễos et non βασιλέως / basiléôs.
Il existe des formes qui subissent une distension (diektasis), c’est-à-dire que d'une longue accentuée peut naître une brève : εἰσοράασθαι < εἰσοράσθαι.
L’apocope est automatique pour certaines prépositions telles que παρά, κατά ou ἀνά, mais touche aussi beaucoup d'autres mots. Elle est généralement associée à un phénomène d’assimilation.

### Consonnes
Homère conserve le double sigma (σσ) de l’ionien et de l’ancien attique, là où l’ionien-attique écrit un double tau (ττ). Il alterne également formes à simple ou double sigma, pour des raisons de scansion.
Bien que le digamma (Ϝ, qui représentait le son [w]) ait disparu, il est encore employé pour des raisons de scansion. Ainsi du vers 108 du chant I de l'Iliade :

« ἐσθλὸν δ’ οὔτέ τί πω [ϝ]εἶπες [ϝ]έπος οὔτ’ ἐτέλεσσας »

« et jamais rien de bon n’a pu sortir de tes paroles »

À l’initiale, le digamma permet d’empêcher l’hiatus ; à l’intérieur d’un mot, il empêche la contraction. Il peut aussi allonger une voyelle par sa chute. On trouve par exemple κούρη à la place de κόρη.
Le dialecte homérique est partiellement un dialecte à psilose (amuïssement du son [h] et donc disparition de l’aspiration) : ἥλιος / hếlios (soleil) devient ἠέλιος / êélios.

## Morphologie

### Déclinaison
Certaines terminaisons adverbiales sont utilisées dans la déclinaison : -θεν pour le génitif et -φι pour le datif.

#### Première déclinaison
Certains masculins, employés dans des épithètes homériques, ont un nominatif en alpha bref : ainsi, Homère utilise ἱππότᾰ / hippotă au lieu du classique ἱππότης / hippótês (cavalier).
Le génitif masculin est en -εω (ex : Πηληιάδεω Ἀχιλῆος, « Achille fils de Pélée », premier vers de l’Iliade). Quelques formes archaïques en -ᾱο subsistent (ex : Ἀτρείδαο ou Αἰακίδαο).
Au génitif pluriel, la forme non contracte en -άων (ex : θεῶν → θεάων) est d’origine dorienne.

#### Deuxième déclinaison
Le génitif singulier peut être aussi bien l’archaïque mycénien -οιο que le classique ου. De même, le datif pluriel en -οισι alterne avec le classique -οις.

#### Troisième déclinaison
Le datif pluriel peut être une forme en -εσσι. Le type πόλις fait son génitif en -ιος et son datif en -ι. Le type βασιλεύς voit parfois apparaître un η.

### Conjugaison
On notera la présence de nombreuses formes irrégulières :

#### Le verbe «être»
- ἔσσι = εἶ (tu es)
- ἔσσεαι = ἔσει (tu seras)
- ἔσσεται = ἔσται (il sera)
- ἔην / ἦεν = ἦν   (j'étais; il était)
- ἔσαν = ἦσαν (ils étaient)

##### Les aoristes de plusieurs verbes
- ἤλυθον = ἦλθον (je vins)
- (ἔ)κηον = ἔκαυσα (je brûlai)

##### Les parfaits de quelques verbes
ὄπωπα = ἑώρακα (j'ai vu)
γεγαώς = γεγονώς (étant né/devenu)